# Митрани-Ареналь, Давид
Давид Митрани Ареналь (исп. David Mitrani Arenal; род. 12 мая 1966) — кубинский писатель послереволюционной литературы, принадлежащий к поколению, которое в то время называлось novísimos. Он получил различные награды и признания, среди которых выделяется Международная премия Анны Зегерс в 1998 году, присужденная всем его работам Фондом Анны Зегерс и Берлинской академией художеств. На Кубе он получил премию Алехо Карпентьера в 2003 году.

## Биография
Давид Митрани был шестым из семи детей, рожденных Пилар Ареналь Прадо, дочерью испанца и кубинца, и Саломона Митрани Барлиа, сына турецких сефардских иммигрантов. Саломон и Пилар посвятили себя созданию очень богатой библиотеки, которая позволила их детям без других средств массовой информации, таких как радио и телевидение, найти чтение своим главным развлечением и темой для разговоров. Во время учебы в средней школе Мартиреса де ла Кубре в 1982 году он подружился с Алексисом Диасом Пимиентой, и они создали небольшую литературную мастерскую, от которой датируются первые стихи Митрани. Хотя поэзия была первым литературным жанром, который увлек его, очень скоро он начал заниматься прозой, и в 1990 году он выиграл Национальный конкурс рассказов «26 июля» с книгой "Algo más sobre los Immortes", написанной в соавторстве с Алексисом Диасом Пимиентой. однако она никогда не будет опубликована. Несмотря на свою страсть к литературе, возможно, следуя примеру других своих братьев, почти все из которых были студентами-инженерами, Митрани решил получить степень инженера по компьютерным машинам в Университетском центре Хосе Антонио Эчеварриа (CUJAE) в Гаване. Он окончил учебу в 1989 году. В 1995 году он женился на поэтессе Идель Розе Веласкес, от которой в следующем году у него родился первый ребенок: Давид Митрани Веласкес. Митрани работал в области вычислительной техники до 1999 года, за этот период он опубликовал две книги рассказов «Моделирование грязи» , «Святые места» и роман "Ганеден". Когда он отказался от всего, что связано с инженерным делом, он полностью изменил свою жизнь и начал работать исследователем в области импровизированной устной поэзии. Точно так же проза Митрани стала более медленной и менее привязанной к реальности. Тогда родятся истории, которые составят «Проклятое воссоединение» и роман «Пусть зверь спит». В этот период он также написал множество статей о поэтике репентиста, которые, по всей видимости, собраны в специализированных журналах и протоколах различных коллоквиумов, в которых он участвовал.

## Внешние ссылки и источники
- David Mitrani: La literatura siempre ha sido un arma
- Pintores de corral
- Malqueridos y malditos
- La imagen del narrador
- Algunos seremos elegidos por la desmemoria
- El esclavo del pianista